# Laindon
Laindon är en ort i unparished area Basildon, i distriktet Basildon i grevskapet Essex i England. Orten är belägen 6 km från Billericay. År 1937 blev den en del av den då nybildade Billericay. Parish hade 4 552 invånare år 1931. Byn nämndes i Domedagsboken (Domesday Book) år 1086, och kallades då Legendunda/Leiendina.